# 抗大一分校北岗旧址
抗大一分校北岗旧址，位于中华人民共和国山西省长治市屯留区渔泽镇岗上村，是抗日军政大学第一分校的旧址之一，2016年列为山西省文物保护单位。该旧址主要包括抗大一分校特科营营部旧址、直属队队部旧址、女生队队部旧址、女生队宿舍旧址等，中国共产党中央委员会总书记习近平母亲齐心曾作为女生队队员在此学习生活。

## 历史
1938年12月25日，抗日军政大学第一分校在陕西省延长县举行成立暨东迁大会。1939年1月3日出发，由延水关东渡黄河进入山西省永和关，经永和、石楼等县于1月8日抵达吕梁山抗日根据地，后由115师陈士榘支队掩护通过敌人的同蒲铁路封锁线，翻过绵山，经沁源县、沁县、襄垣县夏店于1月21日到达距离八路军总部仅10余里路的屯留县故县镇（今长治市潞州区黄碾镇故县村）一带，对外称“国民革命军第十八集团军总部随营学校”。1939年1月25日，该校全体学员在故县二仙庙前举行东迁胜利大会。
抗大一分校在故县时，共分为9个营，分散驻扎在东故县、岗上、崔蒙、东古、寺底等10个村庄内。其中，在与八路军总部所在故县镇隔河相望的岗上村，驻扎有第七营（特科营）和第八营（校直属队），是1939年2月23日进驻。该村的真武祖师庙曾是特科营营部及部分学员宿舍，其他学员则居住在附近院落及窑洞中。2010年夏，长治二中历史高级教师郭新虎开始寻找岗上村抗大一分校校址，经过多次实地考证后确认屯留县北岗村即为当时的岗上村，于2011年撰写《寻找岗上村——屯留县岗上村抗大一分校校址考》一文并发表。2012年开始，中共山西省委、山西省人民政府、中共长治市委、长治市人民政府对屯留县抗大一分校旧址进行抢救性开发保护，确认现存旧址5处，分别为真武祖师庙的特科营营部，1号院的校直属队队部，2号院的直属队女生队队部，3号院12孔窑洞的女学员宿舍，以及2号院前的露天课堂。2016年，经渔泽镇申请，屯留县人民政府批准，北岗村改称旧名“岗上村”。

## 保护
2016年6月6日，“抗大一分校北岗旧址”列为第五批山西省文物保护单位，主要包括抗大一分校直属队旧址、抗大一分校直属队女生队旧址、抗大一分校特科营营部旧址，占地面积约5347平方米。
从2016年9月起，中共屯留县委、屯留县人民政府（2018年屯留撤县改区）对抗大一分校旧址进行规划布局、景观设计、核心区环境综合治理和陈设布展、讲解员培训等工作，建设完成红色旅游专线公路1.7公里，大型停车场1处。